# Teen pop
Teen pop (em português, "pop adolescente") é um subgênero da música pop criado, comercializado e orientado para pré-adolescentes e adolescentes, embora possa atingir um público mais abrangente. O teen pop incorpora elementos de diversos gêneros, como pop, R&B, dance, eletrônica, hip hop, country e até rock, embora não possa ser "confundido com nada além do pop mainstream". As características típicas da música pop adolescente incluem vocais auto-tunados, acompanhamento com coreografias, ênfase no apelo visual, letras focadas em questões adolescentes como amor/relacionamentos, encontros românticos, amizade, a chegada da idade adulta (independente da idade do artista), encaixar-se em um determinado grupo, além de repetidas linhas de refrão. O site AllMusic definiu o teen pop como sendo "essencialmente dance-pop, pop e baladas urban que são comercializadas para adolescentes".
Ainda de acordo com a definição do site, "a música feita para adolescentes já existe desde o início da indústria de gravação moderna, porém, o teen pop é a música adolescente feita durante o final dos anos 80 e 90, quando grupos e artistas adolescentes cavalgavam para o estrelato com músicas lúdicas, cativantes, comerciais e dançantes, além de baladas".
Durante a década de 1940 nos Estados Unidos, o estilo de música comercializado por artistas adolescentes era um subgênero do jazz chamado swing. Com o passar dos anos, cada "Era" do teen pop teve suas particularidades. Na década de 1960 e início dos anos 70, o bubblegum pop era o estilo mais comercializado para o público teen. Nos anos 80, o synthpop e dance-pop foram bastante explorados, e, na década seguinte, o R&B, hip hop e rock também foram incorporados ao pop adolescente. Desde o início dos anos 2000, quando o teen pop sofreu uma significativa queda de popularidade, os artistas adolescentes começaram a migrar para outros gêneros, como R&B, electropop, dance, pop rock, pop punk, pop-rap e country pop.

## História

### 1940–1970: Primeiros ídolos adolescentes
A música popular direcionada ao público  adolescente havia se tornado comum até o final da Era Swing, no final dos anos 40, com Frank Sinatra sendo um ídolo adolescente da época. No entanto, foi o início dos anos 1960 que se tornou conhecido como a "Era de Ouro" para os ídolos adolescentes, que incluiu Paul Anka, Fabian, Ricky Nelson e Frankie Avalon. No final da década de 1960, artistas de bubblegum pop atingiram a fama através do apelo ao público adolescente. Entre os artistas mais conhecidos da "Era de Ouro" do bubblegum, estão 1910 Fruitgum Company, Tommy Roe, The Ohio Express e The Archies; esse último foi um grupo animado que teve a canção de bubblegum mais bem sucedida da história, "Sugar, Sugar", que se tornou número 1 na parada da revista Billboard em 1969. O bubblegum, no entanto, teve vida curta devido ao fato de seus músicos serem, em sua maioria, artistas fabricados e one hit wonders. Durante os anos 70, um dos mais populares artistas da música teen foi o grupo norte-americano The Osmonds. Outros cantores bem-sucedidos e bandas com apelo adolescente foram Bobby Sherman, The DeFranco Famíly, The Partridge Famíly, Shaun Cassidy, David Cassidy e também os Bee Gees numa época pré-disco.

### Década de 1980–Início da década de 2000: Primeira e segunda onda e queda
A primeira grande onda de pop adolescente após a contracultura dos anos 1960 e 1970 ocorreu em meados dos anos 1980, com artistas como Menudo, New Edition, Debbie Gibson, Tiffany, Martika e New Kids on the Block. No início da década de 1990, o teen pop dominou as paradas; o estilo permaneceu popular no Reino Unido com a boyband Take That durante este período, até meados dos anos 1990, quando o Britpop tornou-se a próxima grande onda no Reino Unido, eclipsando o estilo, semelhante ao que o grunge fez na América do Norte.
"[...] a música feita para adolescentes já existe desde o início da indústria de gravação moderna: das garotas que desmaiavam para Sinatra até as legiões de fãs de Fabian ou Bay City Rollers, porém, o teen pop é a música adolescente feita durante o final dos anos 80 e 90. O estilo teve seu primeiro grande impacto nos últimos anos da década de 80, já que Tiffany, Debbie Gibson e New Kids on the Block cavalgavam para o estrelato em suas músicas lúdicas, cativantes, comerciais e dançantes, além de baladas. A boyband New Kids on the Block, em particular, definiu um padrão para o gênero. O teen pop dominou as paradas pelo menos até 1992; o estilo se tornou bastante popular no Reino Unido com o grupo Take That. Quando a banda norte-americana Nirvana surgiu, voltou toda a atenção para o grunge. Os adolescentes britânicos ficaram fascinados com o Britpop, o que também eclipsou o teen pop durante algum tempo no Reino Unido. Por um breve período de tempo, não houve pop adolescente em ambos os lados do Atlântico, mas isso mudou com as Spice Girls. Elas lançaram seu single de estréia, "Wannabe", no verão de 1996. Um grupo fotogênico, inteligentemente comercializado e formado por cinco garotas, as Spice Girls foram sensação em todo o Reino Unido e expandiram seu sucesso para os EUA em 1997. Seu sucesso abriu as portas para uma onda de pop adolescente que foi mais forte do que no final dos anos 80. Os garotos do Hanson surgiram 1997 com seu "rock antiquado", e então os Backstreet Boys eclipsaram todos os seus colegas durante 1998 com uma série de singles de sucesso. Outros seguiram sua sombra, como 'N Sync e All Saints. Em 1999, o pop adolescente não mostrou sinais de declínio, pois produziu uma nova tendência - o pop-Lolita. Britney Spears e Christina Aguilera não estavam fora de sua adolescência, mas se comportavam como Madonna em seu auge e tinham músicas que eram quase tão sugestivas quanto. Tanto Spears quanto Aguilera venderam milhões de discos, assim como Backstreets e 'N Sync, provando que não eram apenas garotas adolescentes que compravam pop adolescente no final dos anos 90, sem dúvida, a era dourada do estilo."
 –AllMusic descrevendo o nascimento e auge do teen pop no mercado mundial.
Em 1996, o girl-group britânico Spice Girls lançou seu single de estreia, "Wannabe", que as tornou as maiores estrelas do pop no Reino Unido, assim como nos EUA no ano seguinte. Em seguida, outros grupos de teen pop e cantores solo vieram à proeminência, incluindo Hanson, Backstreet Boys, NSYNC, Robyn, All Saints, Atomic Kitten, S Club, B*Witched e Destiny's Child. A boy band Backstreet Boys foi creditada pelo site AllMusic por ter "iniciado a mania do pop adolescente do final dos anos 90", embora as Spice Girls já tivessem consolidado o estilo com seu álbum de estreia em 1996. O sucesso fenomenal de artistas como Britney Spears, Christina Aguilera, NSYNC, Spice Girls e Backstreet Boys na década de 1990 provou que o teen pop não era consumido apenas por jovens garotas adolescentes, mas também por um público mais abrangente.
Em 1999, o sucesso das cantoras pop adolescentes Britney Spears e Christina Aguilera, marcou o desenvolvimento do que o site Allmusic chamou de "tendência pop-Lolita", abrindo espaço para as curtas carreiras de cantoras como Willa Ford, Brooke Allison, Samantha Mumba, Jamie-Lynn Sigler, Mikaila, Nikki Cleary e Kaci Battaglia. Liderada pela dupla Sandy & Junior, uma onda de pop adolescente impactou o mercado musical brasileiro entre o final da década de 90 e início dos anos 2000. Essa onda incluiu o grupo feminino Rouge (elas ainda são consideradas a mais bem-sucedida girl group formada no País), Kelly Key, SNZ, Br'oz, KLB, Wanessa Camargo e Felipe Dylon. Em 2001, artistas como Aaron Carter, o grupo sueco A-Teens e as girlbands 3LW e Eden's Crush também tiveram notoriedade.
De acordo com Gayle Ward, a queda de popularidade do teen pop foi motivada por:
- Saturação promocional da música pop adolescente em 2000 e 2001;
- A atitude de mudança do público em relação a ela, considerando o pop adolescente como algo não-autêntico e produzido pela mídia;
- A transição dos pré-adolescentes e adolescentes para a idade adulta jovem (a mudança de gosto musical desse público antes adolescente);
- Uma crescente base de jovens adultos classificando a música, especialmente as boybands, como efeminada, e
- Outros gêneros musicais começaram a crescer em popularidade.

Os artistas de teen pop antes em evidência começaram a entrar em hiatus e semi-aposentadorias ou mudaram seu estilo musical, incluindo Backstreet Boys, Britney Spears, Christina Aguilera, Jessica Simpson, Mandy Moore, 3LW, Aaron Carter, Hanson e Sandy & Junior. Muitos desses artistas começaram a incorporar gêneros como pop rock, dance, electropop, R&B e hip hop em seus trabalhos.

### Anos 2000–presente
Em meados da década de 2000, os então cantores adolescentes Hilary Duff, Lindsay Lohan, JoJo, Aly & AJ, Jesse McCartney, Rihanna, Cheyenne Kimball, Bow Wow e Chris Brown alcançaram o sucesso, indicando uma espécie de revival do teen pop na metade dos anos 2000.
Desde o início dos anos 2000, mas alguns fizeram muitos anos antes disso, muitas estrelas adolescentes desenvolveram carreiras através de seu envolvimento com a Disney. Ao lado da Disney, outras estrelas do pop adolescente surgiram em 2007, entre elas a vencedora do American Idol Jordin Sparks e as estrelas da Nickelodeon Miranda Cosgrove, Victoria Justice e Ariana Grande. Enquanto isso, a cantora e compositora Taylor Swift surgiu como uma grande estrela no cenário country e pop. Miley Cyrus é outro exemplo de uma cantora adolescente cuja carreira também começou no Disney Channel, além de Demi Lovato e Selena Gomez, que também protagonizaram séries do canal. O grupo pop mexicano RBD também obteve grande êxito. Tanto sua música quanto sua série homônima para a TV tiveram bastante sucesso entre o público adolescente.
A introdução do cantor canadense Justin Bieber, um protegido de Usher, criou um ressurgimento do interesse no pop adolescente. No momento do lançamento do seu álbum de estreia, Bieber estabeleceu recordes; ele foi o primeiro artista a colocar todas as músicas de um álbum na parada de singles Billboard Hot 100.
Em 2010, a criação da Ark Music Factory ajudou a contribuir com uma nova geração de artistas pop teen através da internet, como Rebecca Black e Jenna Rose, apesar da grande crítica com esses artistas devido ao uso excessivo de auto-tune. No Brasil, a cantora Manu Gavassi e o grupo Rebeldes atingiram o sucesso entre 2010 e 2011. Quanto à cultura pop japonesa, a categoria de "ídolo" tem sido dada a artistas do chamado k-pop. A boy band britânica One Direction se tornou um dos grandes fenômenos adolescentes da década. Grupos femininos como Little Mix e Fifth Harmony também alcançaram o sucesso entre o público adolescente.

## Definições e características
Segundo o site About.com, "a espinha dorsal do teen pop é uma linha de melodia simples, direta e ultra atraente. É quase sempre fácil de cantar um clássico do pop adolescente. As músicas podem incorporar elementos de outros gêneros de música pop, mas elas geralmente nunca serão confundidas com nada além do pop mainstream. A música é projetada para o máximo foco no artista e um apelo direto aos ouvintes." Ainda de acordo com a definição do site, "uma característica comum significativa do pop orientado para adolescentes é que ele é projetado por um produtor ou executivo de gravadora criando o conceito e, em seguida, contratando um artista para executá-lo no palco e no álbum".
De acordo com o AllMusic, o teen pop, em sua forma contemporânea, se concebeu durante as décadas de 1980 e 1990.